# Carly Fiorina
Cara Carleton "Carly" Fiorina (sinh ở Cara Carleton Sneed; ngày 6 tháng 9 năm 1954) đã từng làm Giám đốc điều hành (1999–2005) tập đoàn máy tính khổng lồ Hewlett-Packard (HP).
Bà đã từng học 3 trường đại học, song đều bỏ dở và chỉ tốt nghiệp trường thứ tư về quản trị kinh doanh.
Trước khi làm việc cho HP vào tháng 6 năm 1999, Fiorina đã làm việc cho tập đoàn viễn thông AT&T và Lucent Technologies.
Với tư cách là Giám đốc điều hành của HP từ năm 1999 đến năm 2005, Fiorina là người phụ nữ đầu tiên dẫn đầu một công ty đứng đầu Top 20 do tạp chí Fortune xếp hạng. Năm 2002, Fiorina thực hiện cuộc sáp nhập công ty trong lĩnh vực công nghệ lớn nhất trong lịch sử, trong đó HP mua lại đối thủ cạnh tranh, nhà sản xuất máy tính cá nhân Compaq. Giao dịch này đã khiến HP trở thành công ty bán máy tính cá nhân lớn nhất thế giới.
Bà được tạp chí Fortune đánh giá là nữ doanh nhân có quyền lực nhất của nền kinh tế Mỹ (trong sáu năm từ năm 1999 đến năm 2004).
Bà là ứng cử viên được Đảng Cộng hòa đề cử cho chức vụ Thượng Nghị sĩ đại diện California trong cuộc bầu cử năm 2010.